# Ferrocarril en Togo

Mapa de las líneas de ferrocarril en Togo.

El transporte ferroviario en Togo consiste en 568 km (2014) de ferrocarril de 1.000 mm de ancho.

## Operadores
Los trenes son operados por la Société Nationale des Chemins de Fer Togolais (SNCT), que se estableció como resultado de la reestructuración y el cambio de nombre de la Réseau des Chemins de Fer du Togo de 1997 a 1998. Entre Hahotoé y el puerto de Kpémé, la Compagnie Togolaise des Mines du Bénin (CTMB) operaba trenes de fosfatos.

## Líneas
- Ferrocarril de Lomé-Aného
- Ferrocarril de Lomé-Blitta
- Ferrocarril de Lomé-Kpalimé

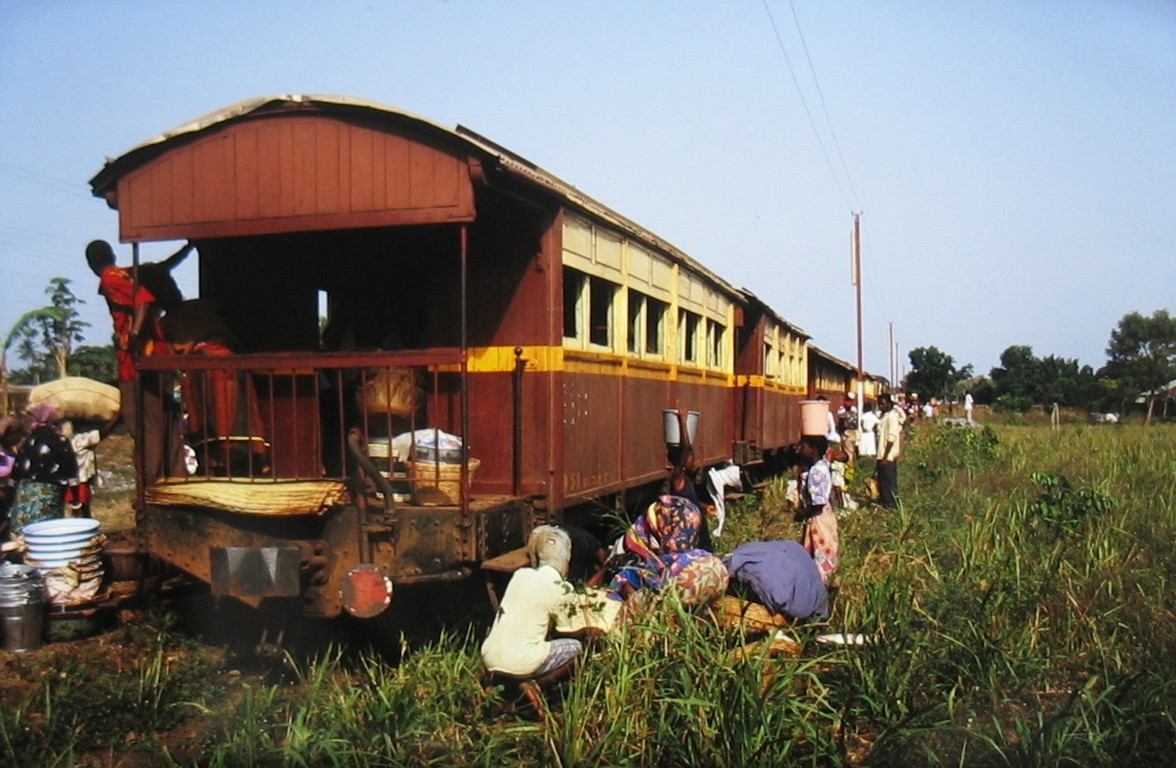
Tren togolés de Lomé a Kpalimé en una estación intermedia en 1990.

- Ferrocarril de Hahotoé-Kpémé (operado por el CTMB)[2]

## Ciudades servidas por el ferrocarril
- Lomé - puerto y capital nacional
- Blitta - terminal del ferrocarril Lomé-Blitta

## Enlaces ferroviarios con países adyacentes
- Burkina Faso - no - mismo ancho de 1.000 mm
- Benín - no - mismo ancho de 1.000 mm
- Ghana - no - cambio de ancho 1.000 mm / 1.067 mm

## Estándares
- Acople: parachoques central y dos cadenas laterales
- Frenos: freno de vacío[3]
- Velocidad máxima: hasta 35 km/h[2]

## Historia
- La construcción de la primera línea de ferrocarril en Togo, el ferrocarril Lomé-Aného, comenzó en 1904.
- En 1980, la distancia media recorrida por una persona era de 50 kilómetros.[4]
- En 2014 se completó un apartadero a través de la frontera desde una fábrica de cemento en Aflao (Ghana) hasta el puerto de Lomé.[5]

### AfricaRail
Togo participa en el proyecto AfricaRail, y ha surgido una propuesta de la India para unir los ferrocarriles de Benín y Togo con Níger y Burkina Faso, países sin litoral.